# Lilla Håltjärnen
Lilla Håltjärnen är en sjö i Skinnskattebergs kommun i Västmanland och ingår i Norrströms huvudavrinningsområde. Sjön är 5 meter djup, har en yta på 0,04 kvadratkilometer och är belägen 178 meter över havet.